# Canton de Saint-Hippolyte-du-Fort
Le canton de Saint-Hippolyte-du-Fort est une ancienne division administrative française du département du Gard, dans l'arrondissement du Vigan.

## Composition
| Nom                                 | Code Insee | Intercommunalité      | Superficie (km2) | Population (dernière pop. légale) | Densité (hab./km2) |
| ----------------------------------- | ---------- | --------------------- | ---------------- | --------------------------------- | ------------------ |
| Saint-Hippolyte-du-Fort (chef-lieu) | 30263      | CC du Piémont Cévenol | 29,38            | 3 912 (2014)                      | 133                |
| La Cadière-et-Cambo                 | 30058      | CC du Piémont Cévenol | 11,97            | 207 (2014)                        | 17                 |
| Conqueyrac                          | 30093      | CC du Piémont Cévenol | 27,18            | 109 (2014)                        | 4                  |
| Cros                                | 30099      | CC du Piémont Cévenol | 16,94            | 261 (2014)                        | 15                 |
| Pompignan                           | 30200      | CC du Piémont Cévenol | 41,31            | 900 (2014)                        | 22                 |

## Histoire
De 1833 à 1848, les cantons de Saint-Hippolyte-du-Fort et de Sumène avaient le même conseiller général. Le nombre de conseillers généraux était limité à 30 par département.

## Représentation

### Conseillers d'arrondissement (de 1833 à 1940)
| Période                                  | Période | Identité                                | Étiquette           | Qualité |
| ---------------------------------------- | ------- | --------------------------------------- | ------------------- | --- |
| 1833                                     | 1836    | David Aigoin                            |                     | Propriétaire à Saint-Hippolyte                                                                                      |
| 1836                                     | 1848    | Jean-Pierre Teulon-Latour (1797-1877)   |                     | Avocat,, propriétaire à Cros                                                                                        |
| 1848                                     | 1852    | Paul Durand                             |                     | Maire de Saint-Hippolyte-du-Fort                                                                                    |
| 1852                                     | 1864    |                                         |                     | |
| 1864                                     | 1871    | Adrien Jeanjean                         |                     | Avocat, secrétaire du comice agricole de Saint-Hippolyte-du-Fort                                                    |
| 1871                                     | 1880    | Émile Penchinat                         | Républicain radical | Magistrat puis avocat à Marseille                                                                                   |
| 1880                                     | 1887    | Maurice Clauzel de Saint-Martin-Valogne | républicain         | Maire de Saint-Hippolyte-du-Fort                                                                                    |
| 1887                                     | 1895    | Auguste Jeanjean                        |                     | Viticulteur, adjoint au maire de Saint-Hippolyte-du-Fort, Président du comice agricole de l'arrondissement du Vigan |
| 1895                                     | 1907    | Lucien Cambon                           | Socialiste autonome | Propriétaire à Cros et à Cazilhac (Hérault)                                                                         |
| 1907                                     | 1913    | Henri-Camille Guiraud                   | SFIO                | Maire de Cros |
| 1913                                     | 1925    | Jean Tourette                           | radical             | Propriétaire à La Cadière                                                                                           |
| 1925                                     | 1931    | François Massol                         | SFIO                | |
| 1931                                     | 1937    | Maurice Trabuc                          | PRS                 | Taillandier à Saint-Hippolyte-du-Fort                                                                               |
| 1937                                     | 1940    | Émile Roc                               | Radical             | Liquoriste à Saint-Hippolyte-du-Fort,propriétaire à Cruviers-Lascours                                               |
| 1940                                     |         |                                         |                     | Les conseils d'arrondissement ont été suspendus par la loi du 12 octobre 1940 et n'ont jamais été réactivés         |
| Les données manquantes sont à compléter. |         |                                         |                     | |

### Conseillers généraux
| Période        | Période           | Identité                                          | Étiquette                | Qualité |
| -------------- | ----------------- | ------------------------------------------------- | ------------------------ | --- |
| 1833           | 1836              | Lévi Planchon-Lasalle                             |                          | Négociant, maire de Saint-Hippolyte-du-Fort (1819-?) |
| 1836           | 1839              | Jean David Joseph Aigoin de Montredon (1786-1867) |                          | Ancien lieutenant de la Garde Nationale Propriétaire, conseiller municipal de Saint-Hippolyte-du-Fort |
| 1839           | 1848              | Jean-Baptiste Teste                               | Majorité ministérielle   | |
| 1848           | 1852              | Gustave Teulon                                    |                          | Avocat à Saint-Hippolyte-du-Fort |
| 1852           | 1871              | Octavien Durant                                   |                          | Propriétaire Maire de Saint-Hippolyte-du-Fort |
| 1871           | 1880              | Louis Laget                                       | Républicain              | Préfet du Gard Avocat Député du Gard (1871-1876) Sénateur du Gard (1876-1884) Président du Conseil général Ancien conseiller général du Canton de Nîmes-1                                                                                       |
| 1880           | 1886              | Émile Penchinat                                   | Radical                  | Magistrat, puis avocat à Marseille, conseiller d'arrondissement |
| 1886           | 1898              | Pierre Clauzel de Saint-Martin-Valogne            | Républicain              | Notaire Maire de Saint-Hippolyte-du-Fort |
| 1898           | 1904              | Antoine Bourras                                   | Républicain progressiste | Médecin Maire de Pompignan |
| 1904 puis 1905 | 1907 (annulation) | Ulysse Pastre                                     | Socialiste               | Instituteur Député du Gard (1898-1910) |
| 1907           | 1908 (annulation) | André Bourguet                                    | Rad.                     | Industriel à Saint-Hippolyte-du-Fort Député (1910-1914) |
| 1908           | 1910              | Gaston Casse                                      | Rad.                     | Pharmacien à Saint-Hippolyte-du-Fort |
| 1910           | 1929 (décès)      | Louis Ducerf                                      | Rad.                     | Docteur en médecine Maire de Saint-Hippolyte-du-Fort (1912-1919) |
| 1929           | 1940              | Claudius Launé                                    | PRS-Soc.ind.             | Maire de Saint-Hippolyte-du-Fort (1925-?) |
|                |                   |                                                   |                          | |
| 1942           | 1945              | Henri Barral                                      |                          | Conseiller municipal de Saint-Hippolyte-du-Fort Nommé conseiller départemental en 1942 |
|                |                   |                                                   |                          | |
| 1945           | 1951              | Aimé Viala                                        | Rad.                     | Industriel à Saint-Hippolyte-du-Fort |
| 1951           | 1976              | André Molines (1902-1980)                         | SFIO puis PS             | Pépiniériste Maire de Saint-Hippolyte-du-Fort (1946-1977) |
| 1976           | 1988              | Fernand Léonard                                   | PCF                      | Instituteur puis professeur de Français, ancien résistant Maire de Saint-Hippolyte-du-Fort (1977-1987) |
| 1988           | 2015              | Damien Alary                                      | PS puis DVG puis PS      | Technicien en agriculture Chargé d'études Député de la 5e circonscription du Gard (1997-2004) Président du Conseil général (2001-2014) Conseiller régional depuis 1986 Président du Conseil régional (2014-2015) Maire de Pompignan (1979-1999) |

## 2 photos du canton
|  |  |

## Démographie
| 1962  | 1968  | 1975  | 1982  | 1990  | 1999  | 2006  | 2011  | 2012  |
| ----- | ----- | ----- | ----- | ----- | ----- | ----- | ----- | ----- |
| 4 575 | 4 638 | 4 481 | 4 480 | 4 656 | 4 560 | 4 961 | 5 270 | 5 289 |